# Relation amoureuse

Représentation de Roméo et Juliette, l'un des archétypes de la relation amoureuse passionnée, ici peinte par Frank Dicksee.

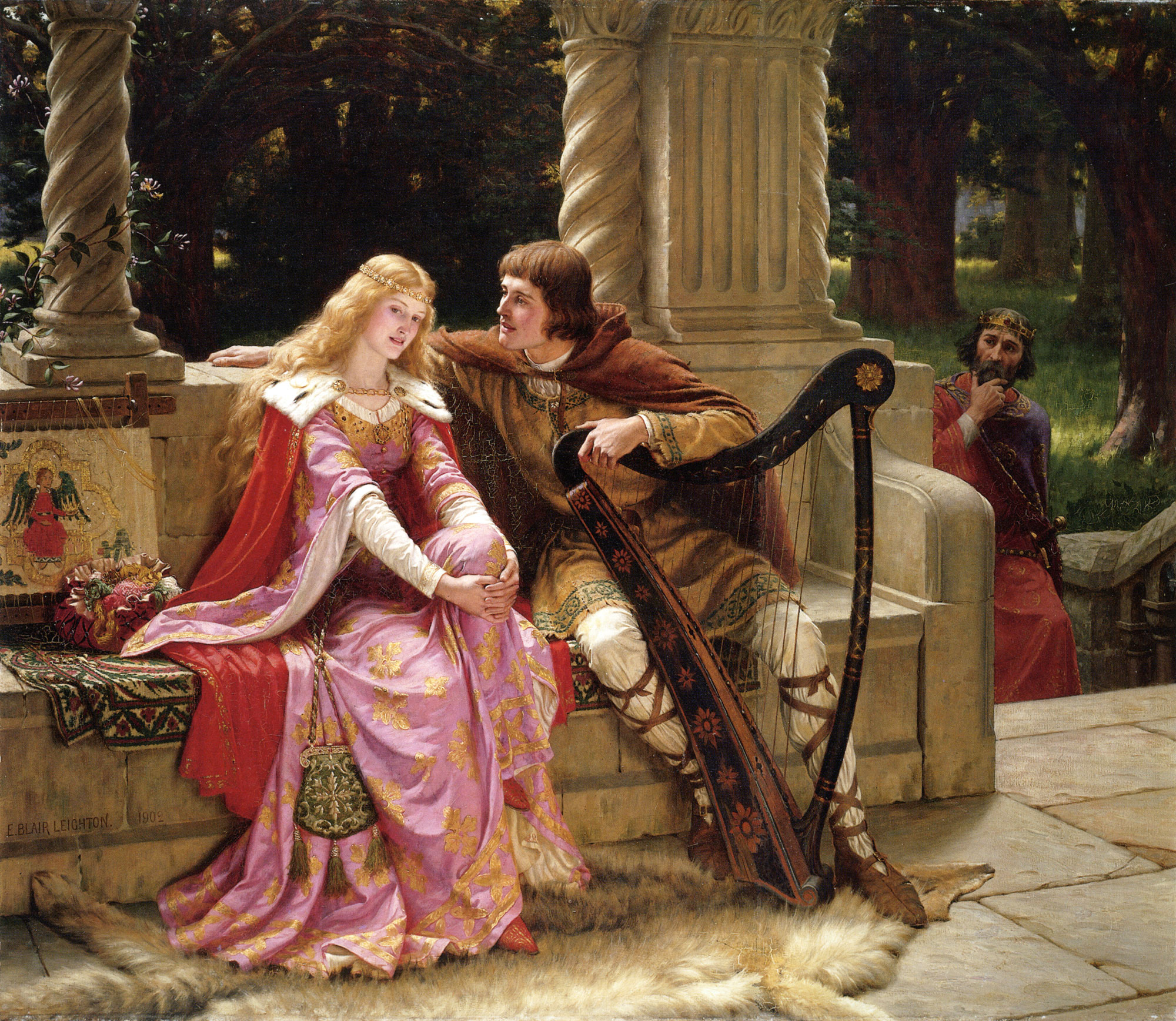
Tristan et Iseut (espionnés par le roi Marc), autre couple archétypal, ici peint par d'Edmund Blair Leighton (1902).

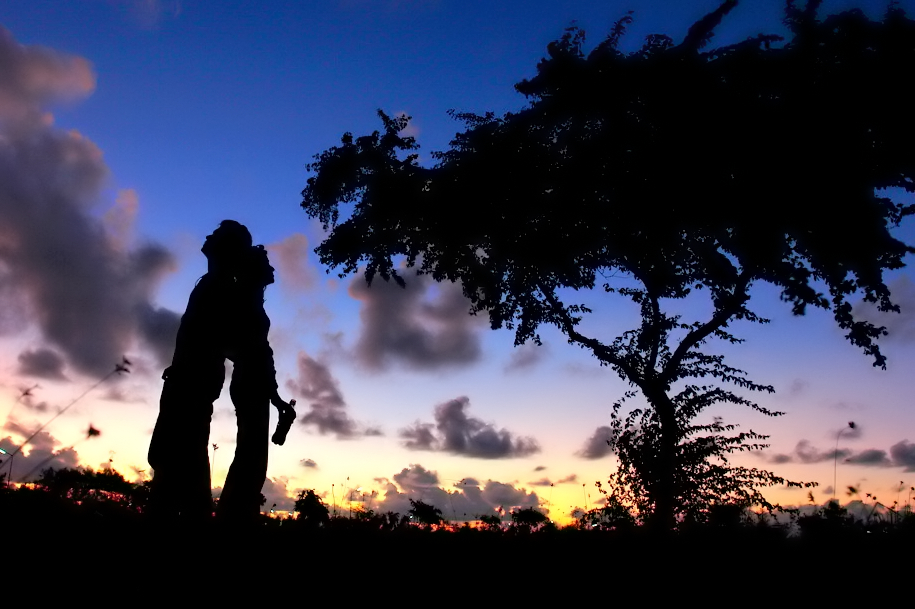
La relation amoureuse faisant suite au coup de foudre, est souvent décrite comme une situation magique.

Une relation amoureuse est une relation entre deux personnes, ou éventuellement plus, fondée sur l'existence d'un sentiment amoureux partagé. La naissance de ce sentiment amoureux résulte la plupart du temps d'une découverte mutuelle progressive à la suite d'une rencontre, de l'évolution d'une relation amicale ou plus rarement à la suite d'un « coup d'un soir », ou encore d'un coup de foudre qui donne alors l'impression d'une très forte compatibilité entre les personnes qui l'éprouvent pouvant aller jusqu'à la notion idéalisée d'âme sœur. Bien qu'elle puisse en être dépourvue, une relation amoureuse mène généralement à un rapprochement physique (baisers, enlacements, caresses) pouvant aller jusqu'à des relations sexuelles. Selon les désirs et projets de chacun, la relation amoureuse peut prendre fin au bout de quelque temps ou devenir durable. Dans ce cas elle sera alors couramment qualifiée de relation sérieuse reposant généralement sur la complicité amoureuse qui s'est développée par l'approfondissement de la connaissance réciproque des partenaires. Deux partenaires amoureux sont communément appelés un couple.
Dans chaque culture et au gré des époques, la relation amoureuse implique des codes spécifiques (dans la culture occidentale figurent par exemple la Saint-Valentin qui a pris depuis la fin du XXe siècle une dimension commerciale), mais aussi des codes concernant le flirt, la sexualité, à vocation ou non de reproduction, etc. et peut n'être autorisée que dans le cadre du mariage. Une relation amoureuse peut être exclusive (monogamie) ou non (polyamour, polygamie), hétérosexuelle et/ou homosexuelle, ostentatoirement affichée, discrète ou secrète, etc. Durant ces périodes de la vie, les émois, les rêves et le désir coexistent avec des moments de déception, de rejet et de rupture, qui interfèrent avec la santé physique, mentale et sexuelle.

## Éléments de définition
L'envie de relation amoureuse nait plus ou moins tôt dans la vie, souvent après le début de l'adolescence, au collège ou au lycée, en se concrétisant notamment dans les pratiques de flirt dont les études sociologiques et ethnologiques montrent que sa forme sera « fortement dépendante de leur entourage et en particulier des jugements que leurs pairs portent sur eux. Avoir une relation de flirt est un élément constitutif du statut social du lycéen. Chacun d’eux tend à rechercher les partenaires les plus valorisés, c’est-à-dire ceux qui disposent du potentiel de séduction le plus élevé et en particulier d’un fort capital de beauté physique » (notion qui présente une certaine relativité et soumise à des modes générationnelles rapidement changeantes, par exemple concernant l'allure, l'attitude, le look, les tailles ou formes de sein, de hanches ou du corps, la rondeur, les couleurs de cheveux, etc. de même pour les modes vestimentaires ou liées aux accessoires – bijoux, sacs, appareil dentaire, tatouage, piercings…).
Les ressources physiques individuelles évoluent en outre rapidement à l'adolescence où le corps évolue rapidement lors de la puberté (musculature, acné, prise de poids, vieillissement et parfois chirurgie esthétique). La relation amoureuse adolescente n'est généralement pas dénuée d'une logique de prestige où chacun recherche un partenaire beau, accessible et potentiellement valorisant aux yeux de l'entourage social (pairs et famille). Après le premier amour, partagé ou non, la relation amoureuse est généralement constituée d'épisodes commençant par le choix d'un(e) partenaire et se concluant par une rupture ou la fin de vie d'un des deux partenaires.

## Histoire
Bien que la figure antique d'Éros plantant sa flèche dans le cœur de l'amoureux soit ancienne et souvent représentée, l'histoire européenne et d'autres civilisations montrent que la relation amoureuse ou érotique n'a pas toujours été au cœur du processus de formation des couples.
De nombreuses sociétés ont été fondées sur le mariage arrangé, motivé par des raisons sociales, économiques et de lignées dont en Europe, jusqu'à la période romantique, bien que les archives judiciaires, poétiques et littéraires citent de nombreux cas de rébellions d'enfants contre leurs parents et bien qu'à certaines époques, des valorisations du sentiment amoureux aient existé, comme a figure du fin’amor (rebaptisé « amour courtois » au XIXe siècle) au XIIe siècle, lorsque les relations entre sexes étaient dans ce cadre encore fondées sur le sentiment amoureux, plus ou moins érotisé, et sur une valorisation de la vie intérieure et de l’intimité.

## Durant l'adolescence
L'adolescence est considérée comme période d’éducation sentimentale, d'affinement de la formation de l'intelligence émotionnelle et d'intrigues amoureuses avec donc des changements de partenaires plus fréquents. La première relation amoureuse est un moment d'autonomisation qui « annonce déjà une prise de distance possible vis-à-vis de la famille d'origine », comme l'évoque l'expression francophone « sortir avec ».
La mixité scolaire, l'institution des congés payés puis l'éducation sexuelle et enfin l'apparition des réseaux sociaux médiés par l'internet ont changé le contexte et les modalités de la relation amoureuse. Le collège et le lycée sont des lieux-clés, mais les liens amoureux se tissent souvent aussi hors du cadre de la classe (selon « la majorité des relations de flirt se nouant en dehors »). La littérature (romanesque notamment), puis la télévision, le cinéma et l'internet (y compris pour ses ressources en termes d'images pornographiques) et la vie des collèges et lycées modulent les modèles et apprentissages adolescents. Selon Juhem (1995) dans la communauté des adolescents, chacun va ajuster avec une sorte de « lucidité inconsciente » son comportement et ses sentiments au volume de ressources dont ils disposent : les adolescents « anticipent les échecs et les railleries qu’un comportement trop ambitieux leur vaudrait. Pour tomber amoureux, il sera donc généralement nécessaire de considérer la relation comme possible et non comme un rêve un peu invraisemblable ». Des moments difficiles, conflictuels voire violents peuvent survenir durant cette période, notamment à l'occasion de ruptures, pour cause de jalousie, etc. L'argent, l'alcool et les drogues pouvant parfois aussi être en cause. Le couple doit notamment apprendre à gérer les risques de maladie sexuellement transmissible et de grossesse non-désirée.
Selon les études sociologiques qualitatives et quantitatives dans les années 1990, d'importantes différences séparent les représentations masculine et féminine de la vie amoureuse, plus orientée vers la sexualité chez les garçons et plus « sentimentale » chez les filles et ce, « dès l'entrée dans la sexualité adulte »,,), mais néanmoins en Europe du Nord et de l'ouest à cette époque, garçons et filles vivent leurs premier flirts et rapports sexuels à peu près au même âge (Wellings et Bradshaw 1994 ; Traaen et al. 1992 ; Bozon et Kontula 1996) alors que dans les pays du sud de l'Europe ou au Brésil (Caraël 1995), l'initiation féminine à la sexualité persiste à être plus tardive que celle des hommes.
Dans les milieux riches ou dits populaires les codes, pressions ou injonctions pesant sur les enfants (fille et garçon) de la part de leurs pairs et de la famille diffèrent également pour la représentation des sexes et du genre, de la sexualité et plus largement, du couple, compliquant parfois les relations amoureuses et imposant souvent aux jeunes une conjugalité non cohabitante, contrôlée ou dépendante du monde des adultes mais néanmoins réelle « faite de face-à-face réguliers, de prise de pouvoir individuelles et d'échanges physiques, sentimentaux et intellectuels » .
Dans tous les milieux, dès l'adolescence des relations conflictuelles ou violentes peuvent s'établir dans certains couples ou groupes. Elles sont pour les victimes, de ces violences, sources d'anxiété, d'isolement, de dépression et d'idées ou comportements suicidaires, ou antisociaux, interférant avec l'image de soi, l'affirmation de soi et débouchant parfois sur la prostitution, la toxicomanie, les troubles alimentaires ou un syndrome de stress post-traumatique. Ces situations conduisent généralement à des difficultés scolaires.
Selon Hébert, Lavoie et Tremblay (1999), auteurs d'une étude canadienne faite auprès de jeunes Québécoises de 16 ans, 21 % de celles qui ont vécu de la violence dans leur relation amoureuse au cours de l’année précédente présentent un trouble mental avec dysfonction perturbant leurs activités quotidiennes, selon les critères du DSM-III-R (manuel diagnostique et statistique des troubles mentaux), alors qu'elles ne sont que 11 % dans le reste des jeunes filles de 16 ans interrogées. Et selon Foshee (1996) 70 % des adolescentes violentées disent avoir subi des blessures physiques, contre 53 % des garçons victimes et ces blessures sont plus graves chez les filles au Canada vers 1995 ; respectivement 7,4 % et 8,6 % des adolescents canadiens garçons et filles ayant décrit leurs relations de couple comme violentes ont dû se présenter aux urgences au moins une fois.

## Maturité
Après un certain temps, les partenaires amoureux choisissent souvent de rendre leur union définitive (ou espèrent qu'elle le sera) en contractant un mariage et/ou de fonder une famille en concevant ou adoptant un ou des enfant(s). Les sociologues observent que depuis quelques décennies, dans de nombreux pays (et depuis mai 1968 et les années 1970 en France), il devient plus facile de vivre en couple sans être marié (cohabitation avant le mariage, union libre, pacte civil de solidarité) sans pour autant faire disparaître le mariage (qui devient également plus tardif).
La relation amoureuse passionnée peut naitre ou renaitre jusque dans la vieillesse.